# Hexavalent chroom

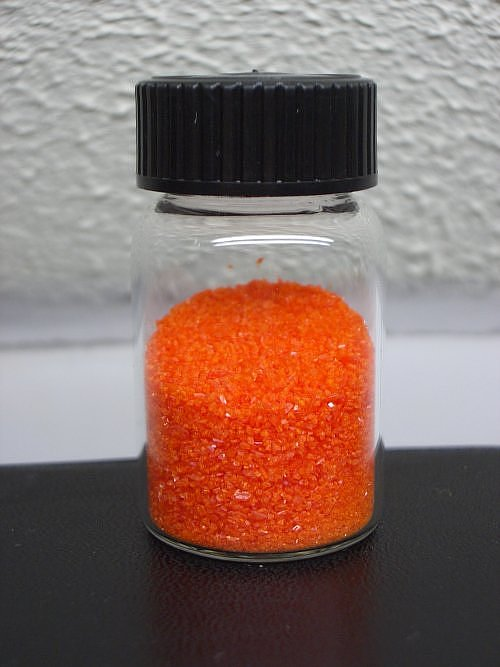
Kaliumdichromaat (K_{2}Cr_{2}O_{7}) is een hexavalente chroomverbinding.

Hexavalent chroom (ook wel aangeduid als zeswaardig chroom, chroom-VI of chroom-6) is de benaming voor het element chroom in de oxidatietoestand +6. Er bestaan diverse chroom(VI)-bevattende verbindingen, waarvan chroom(VI)oxide (CrO3) en natriumdichromaat (Na2Cr2O7) de belangrijkste zijn. Hexavalent chroom wordt verwerkt in kleurstoffen (voor textiel en voertuigen), houtbeschermingsmiddelen, anti-corrosieproducten, coatings, inkten en plastics. De chemische verbindingen met hexavalent chroom worden in de maatschappij vaak aangeduid als "chroom-6-verbindingen" of kortweg en enigszins verwarrend "chroom-6". De term chroom-6 kan immers zowel de oxidatietoestand van chroom als een hexavalente chroomverbinding betekenen. 

## Lijst van chroom(VI)-verbindingen
Onderstaande lijst geeft een overzicht van chroom(VI)-bevattende verbindingen:
- Chromaten
  - Ammoniumchromaat
  - Lood(II)chromaat
  - Natriumchromaat
- Dichromaten
  - Ammoniumdichromaat
  - Kaliumdichromaat
  - Natriumdichromaat
- Chromylchloride
- Chroom(VI)chloride
- Chroom(VI)oxide

## Toxicologie
Alle hexavalente chroomverbindingen zijn giftig, omwillende van de oxiderende eigenschappen, en ook kankerverwekkend. Ze worden door het IARC geclassificeerd in klasse 1. Vooral wanneer de stoffen zich via de lucht kunnen verspreiden, bijvoorbeeld als onderdeel van fijne stofdeeltjes, kunnen zij aanleiding geven tot longkanker. Ook gerelateerde aandoeningen aan de neus, sinussen en luchtwegen, zoals astma, kunnen hiervan het gevolg zijn.
De toxiciteit van het chromaation is gerelateerd aan de structuur, die sterk gelijkt op die van het sulfaation. Chromaat wordt in de cel getransporteerd via sulfaatkanalen. Eenmaal in de cel wordt het chromaat gereduceerd tot pentavalent chroom (chroom-5) en vervolgens tot trivalent chroom (chroom-3). Dit gebeurt zonder tussenkomst van enzymen, maar via een directe elektronentransfer van ascorbaat en thiolen, zoals glutathion. Hierbij worden diverse chroombevattende verbindingen gevormd, die stabiele complexen kunnen vormen met nucleïnezuren en eiwitten. Dit zorgt ervoor dat DNA-strengen gebroken worden, hetgeen de mutagene werking verklaart.
In de Europese Unie is het gebruik van hexavalent chroom sterk aan banden gelegd. De verwerking ervan in elektronische apparaten is verboden door middel van de Restriction of Hazardous Substances Directive. Niettegenstaande het gevaar worden coatings op basis van zeswaardige chroom nog steeds gebruikt in de vliegtuigindustrie en de militaire luchtvaart.